# 1998年7月18日阿尔巴尼亚—南斯拉夫边境冲突
1998年7月18日，在阿尔巴尼亚和南斯拉夫的边界代查尼以西，南斯拉夫陆军边防巡逻队伏击了科索沃解放军叛乱分子和外国圣战者组成的纵队。伏击造成4名科索沃解放军战士和18名圣战者死亡，其中大多数是沙特阿拉伯公民。十二名武装分子受伤，另有六人被南斯拉夫当局逮捕，并被控非法入境和走私枪支。南斯拉夫陆军报道称缴获了武装分子走私的大量武器和弹药。一名南斯拉夫边防警卫在冲突中受了重伤。
根据以色列历史学家肖尔·谢伊的说法，这次伏击是南斯拉夫陆军和外国圣战者在科索沃战争中的首次冲突。人权观察顾问弗雷德·C·亚伯拉罕猜测，圣战者可能是被科索沃解放军故意引入陷阱的，这是减少伊斯兰极端分子在该组织内部影响力计划的一部分。
当天晚些时候，南斯拉夫陆军炮击了伏击地点附近的一条武器走私路线，造成19名科索沃解放军战士受伤。他们被阿尔巴尼亚边境警卫疏散，然后空运到该国首都地拉那接受治疗。阿尔巴尼亚官员后来声称，南斯拉夫部队发射的两枚迫击炮弹落在阿尔巴尼亚境内，进一步加剧了两国之间的紧张关系。当天下午，科索沃解放军武装分子袭击了南斯拉夫边境巡逻队，打伤了另一名士兵。

## 背景
第二次世界大战之后，科索沃获得了塞尔维亚社会主义共和国（南斯拉夫社会主义联邦共和国的六个组成国之一）内的自治省的地位。1980年南斯拉夫的长期领导人约瑟普·布罗兹·铁托去世后，南斯拉夫的政治体系开始瓦解。1989年，贝尔格莱德撤销了科索沃的自治权。科索沃是一个主要由阿尔巴尼亚人居住的省份，对塞尔维亚人来说具有重要的历史和文化意义。在19世纪中期以前，塞尔维亚人在科索沃占多数，但到1990年，他们只占人口的10%。由于人数不断减少，塞族人开始担心他们会被阿尔巴尼亚人“排挤”出去，民族紧张局势进一步恶化。科索沃的自治权一被废除，塞尔维亚总统斯洛博丹·米洛舍维奇就任命了一个由塞族人和黑山人管理的少数派政府来监督该省，由来自塞尔维亚的数千名全副武装的准军事部队强制执行。阿尔巴尼亚文化受到有计划的镇压，成千上万在国有企业工作的阿尔巴尼亚人失去了工作。1991 - 1992年，南斯拉夫社会主义联邦共和国在前组成共和国斯洛文尼亚、克罗地亚、马其顿和波斯尼亚-黑塞哥维那脱离后解体。在南斯拉夫解体和南斯拉夫战争期间，南斯拉夫联邦共和国宣布成立了由塞尔维亚（包括科索沃）和黑山组成的塞族控制的联邦。
1996年，一群自称科索沃解放军的阿尔巴尼亚民族主义者开始攻击南斯拉夫军队和科索沃的塞尔维亚内政部。他们的目标是将该省从南斯拉夫的其他部分中分离出来。1991-92年，斯洛文尼亚、克罗地亚、马其顿和波斯尼亞黑塞哥維那脱离了南斯拉夫，现在只是一个由塞尔维亚和黑山组成的残余联邦。起初，科索沃解放军进行了打了就跑的游击。它很快在科索沃的阿尔巴尼亚年轻人中流行起来，他们中的许多人反对政治家易卜拉欣·鲁戈瓦倡导的对南斯拉夫当局的非暴力抵抗，倾向于一种更激进的方式。1997年，邻国阿尔巴尼亚发生武装起义，导致阿尔巴尼亚军队仓库的数千件武器被洗劫，该组织得到了极大的推动。这些武器中有许多最终落入科索沃解放军手中，该部队由于参与贩运毒品、武器和人口以及通过散居在外的阿尔巴尼亚人的捐款已经拥有大量资源。跨境武器走私猖獗，而负责保卫南斯拉夫边境的部队是第549摩托化旅，由博齐达尔·德利克将军指挥。
1998年3月，南斯拉夫军和塞尔维亚内政部袭击了科索沃解放军领导人阿德姆·贾沙里的住所，杀死了他和他最亲密的伙伴以及他的大部分家人。这次袭击促使数千名年轻的科索沃阿尔巴尼亚人加入科索沃解放军的行列，加剧了科索沃紧张气氛，起义最终于1998年春天爆发。

## 时间线

### 序幕
1998年夏天，一些美国高级情报官员会见了科索沃解放军的领导人，中央情报局特工抵达阿尔巴尼亚北部，监督科索沃的战斗并协助训练叛军。作为对美国军事、财政和情报支持的交换，科索沃解放军领导人承诺不在科索沃以外采取任何行动，不继续参与毒品交易，不接受伊斯兰激进分子的帮助。因此，科索沃解放军命令其队伍中的36名外国伊斯兰武装分子（或圣战者）离开科索沃。尽管很少有科索沃阿尔巴尼亚人同情伊斯兰主义者，但一些人认为科索沃解放军应该接受任何来源的援助，无论是原教旨主义者还是其他来源。当科索沃解放军指挥官命令圣战者离开时，他们拒绝了，在如何处置他们的问题上，科索沃解放军内部出现了分歧。
塞尔维亚方面声称，第一批圣战者从1998年春天开始抵达科索沃，主要来自波斯尼亚和黑塞哥维那。到那年夏天，科索沃和阿尔巴尼亚北部大约有240名圣战者。这些人中大多数是阿尔巴尼亚人，但也有几十名来自中东和北非的阿拉伯人。根据遭伏击的科索沃解放军组织头目阿里·拉比西的日记，参与7月18日伏击的圣战者最初聚集在慕尼黑，然后从巴里乘船到阿尔巴尼亚港口城市都拉斯。一到阿尔巴尼亚，圣战者就被他们的指挥官护送到边境城镇特罗波亚和巴依拉姆·楚里城，在那里他们和拉比西的人会合。

### 冲突
1998年7月18日星期六清晨，圣战者和科索沃解放军武装分子离开了他们在阿尔巴尼亚北部的基地，前往科索沃。对其强度的估计各不相同。人权观察观察员弗雷德·C·亚伯拉罕写道，该组织由24名圣战者和200名科索沃解放军组成。政治学家戴维·L·菲利普斯和外交官尼古拉斯·伯恩斯说，有22名圣战者和300名科索沃解放军武装分子。专攻巴尔干半岛的记者蒂姆·犹大认为，该组织可能由多达700名武装分子组成。南斯拉夫军报告了多达1000名武装分子。该团体越过巴依拉姆·楚里城东北的玛雅欧雅兹，穿越了阿尔巴尼亚－南斯拉夫边界。这些游击队员携带大量武器和弹药，这大大阻碍了他们的行动，迫使他们缓慢地越过阿尔巴尼亚-南斯拉夫边界。一种假设是，他们是去增援争夺奥拉霍瓦茨镇的科索沃解放军战士。
凌晨2点，纵队在賈拉維察山和代查尼以西的科沙雷边防哨所之间遭到南斯拉夫边防警卫的伏击。伏击发生在距离阿尔巴尼亚边境约6（3.7英里）处。一枚122 mm（4.8英寸）的炮弹击中了纵队，造成8人死亡。冲突随后发生，据报道一直持续到7点左右。据亚伯拉罕说，伏击最终导致22名武装分子死亡，其中包括18名圣战者和4名科索沃解放军。12名武装分子受伤。拉比西也在被击毙人员中。南斯拉夫当局从他的尸体上发现了记录科索沃解放军和圣战者旅程的文件。其中16名圣战者是沙特阿拉伯公民，1名是也门公民。其中6人以阿尔巴尼亚人的假名持有伪造的马其顿护照。根据以色列历史学家肖尔·谢伊的说法，这次事件是科索沃战争期间南斯拉夫军和外国圣战者之间的第一次小冲突。尚不清楚伏击是南斯拉夫的警惕所致，还是科索沃解放军故意将圣战者引入陷阱，目的是消灭他们，从而限制伊斯兰极端分子在科索沃解放军队伍中的影响。幸存者告诉来自欧洲安全与合作组织的观察员，科索沃解放军武装分子把圣战者带进了一个陷阱并逃跑了。一名南斯拉夫一等兵在交火中受了重伤。
大多数幸存的武装分子要么撤退到阿尔巴尼亚，要么沿着边境躲藏起来。他们逃跑时扔下了大量来自阿尔巴尼亚的武器和弹药，这些武器和弹药后来被南斯拉夫当局没收。六名武装分子，都是阿尔巴尼亚公民，被抓获。他们被控非法越境和走私枪支。南斯拉夫官员说，已没收了10公噸（9.8長噸；11短噸）以上的武器和弹药，包括约300支步枪、60支机枪、10支无后座力枪和一些迫击炮。当天晚些时候，南斯拉夫军炮击了伏击地点附近一条已知的武器走私路线，打伤了19名科索沃解放军战士。阿尔巴尼亚边境警卫营救了这些激进分子，并用直升机将他们空运到地拉那的一家医院接受治疗。13时30分，两名武装分子向距阿尔巴尼亚边境300（980英尺）内的南斯拉夫边境巡逻队开火。边境巡逻队进行了回击，武装分子逃到了阿尔巴尼亚。一名南斯拉夫士兵受轻伤。

## 后果
犹大称这次伏击对科索沃解放军来说是一场“灾难性的灾难”。阿尔巴尼亚内政部副部长伊利尔·卡诺声称两枚南斯拉夫的迫击炮弹落在阿尔巴尼亚境内。“这些炮弹一旦发生事故，可能会产生非常危险的后果。”阿尔巴尼亚官员表示，迫击炮没有造成任何人受伤。阿尔巴尼亚提出正式抗议，并要求南斯拉夫当局作出解释。南斯拉夫官员否认炮击边界，并指责阿尔巴尼亚当局对科索沃解放军在阿尔巴尼亚北部走私武器一事视而不见。阿尔巴尼亚外交部长帕斯卡尔·米洛表示，阿尔巴尼亚“表达兄弟般的团结，支持科索沃阿尔巴尼亚人的正义斗争”。阿尔巴尼亚政府发表声明，称这次伏击是“塞族人的挑衅”，并呼吁国际社会“以任何方式停止贝尔格莱德对科索沃阿尔巴尼亚人的法西斯侵略”。反过来，南斯拉夫官员援引被俘的科索沃解放军人员的证词，指责阿尔巴尼亚派遣300名士兵与科索沃解放军并肩作战。阿尔巴尼亚官员否认有军队驻扎在该省。
美国警告南斯拉夫不要炮击阿尔巴尼亚领土。美国国务院发言人鲁宾对记者说，所谓的炮击很可能是为了防止反叛分子再次进入科索沃。“如果属实，炮击是对阿尔巴尼亚领土的不可接受的侵犯。”他继续说。“贝尔格莱德必须明白，这种炮击有可能使目前的冲突进一步升级。”鲁宾说，美国反对建立一个泛阿尔巴尼亚国家，并强调呼吁建立这个国家是“非常危险的事态发展，可能会影响该地区的稳定”。俄罗斯官员指责科索沃解放军武装分子煽动冲突，并呼吁武装分子与南斯拉夫当局进行和平谈判。7月19日，阿尔巴尼亚官员要求希腊调停结束战争。希腊是阿尔巴尼亚的重要贸易伙伴，也是塞尔维亚的传统盟友。希腊外交部长塞奥佐罗斯·潘加洛斯发出谴责，称“这些毫无意义的暴力行为必须停止。”欧盟谴责激进分子的入侵以及所谓的越境炮击。

### 尾注
1. ↑  1876-78年塞尔维亚－土耳其战争之后的人口转移导致成千上万的阿尔巴尼亚人离开南摩拉瓦河谷，成千上万的塞尔维亚人离开科索沃，加深了种族仇恨，改变了受影响地区的人口平衡。到20世纪末，阿尔巴尼亚的高出生率，加上科索沃塞族移民的增加，大大降低了该地区塞尔维亚人的比例。[6]
2. ↑  记者克里斯托弗·德利索提供了他的名字的塞尔维亚-克罗地亚语翻译。[17]拉比西是普雷舍沃的阿尔巴尼亚族。[18]
3. ↑  初步报告显示，伏击造成30至90名武装分子死亡。[21][22]科索沃解放军坚称其士兵的伤亡人数不超过10人。[22]

### 引文
1. ↑  Judah, Tim. . 纽黑文: Yale University Press. 2002: 34  [2021-02-18]. ISBN 978-0-300-09725-2. （原始内容存档于2019-11-08）.
2. ↑  Judah, Tim. . 纽黑文: Yale University Press. 2002: 38–39  [2021-02-18]. ISBN 978-0-300-09725-2. （原始内容存档于2019-11-08）.
3. 1 2  Adam LeBor. . New Haven, Connecticut: Yale University Press. 2002: 276. ISBN 978-0-300-10317-5.
4. ↑  Miranda Vickers. . New York: I.B.Tauris. 1999: 97  [2021-02-18]. ISBN 978-1-86064-541-9. （原始内容存档于2020-07-16）.
5. ↑  James Summers. . James Summers  (编). . Leiden, Netherlands: BRILL. 2011: 5  [2021-02-18]. ISBN 978-90-474-2943-2. （原始内容存档于2020-11-21）.
6. ↑  Howard Clark. . London: Pluto Press. 2000: 8–10, 36. ISBN 978-0-7453-1569-0.
7. ↑  Jasminka Udovički; James Ridgeway. . 达勒姆: Duke University Press. 2000-10-31: 322  [2021-02-18]. ISBN 978-0-8223-2590-1. （原始内容存档于2020-11-15）.
8. ↑  Matjaž Klemenčić. . Charles W. Ingrao; Thomas A. Emmert  (编).  2nd. West Lafayette, Indiana: Purdue University Press. 2012: 171  [2021-02-18]. ISBN 978-1-55753-617-4. （原始内容存档于2020-03-21）.
9. ↑  Judah, Tim. . 纽黑文: Yale University Press. 2002: 137  [2021-02-18]. ISBN 978-0-300-09725-2. （原始内容存档于2019-11-08）.
10. ↑  Dušan Janjić. . Charles W. Ingrao; Thomas A. Emmert  (编).  2nd. 西拉法叶: Purdue University Press. 2012: 293  [2021-02-18]. ISBN 978-1-55753-617-4. （原始内容存档于2020-08-06）.
11. ↑  Jasminka Udovicki; James Ridgeway. . Duke University Press. 2000-10-31: 329–330. ISBN 978-0-8223-2590-1.
12. ↑  Judah, Tim. . 纽黑文: Yale University Press. 2002: 127–130  [2021-02-18]. ISBN 978-0-300-09725-2. （原始内容存档于2019-11-08）.
13. ↑   (PDF). 贝尔格莱德: Humanitarian Law Center: 6.   [2021-02-18]. （原始内容存档 (PDF)于2020-11-12）.
14. ↑  Judah, Tim. . 纽黑文: Yale University Press. 2002: 138–141  [2021-02-18]. ISBN 978-0-300-09725-2. （原始内容存档于2019-11-08）.
15. 1 2  Fred C. Abrahams. . 纽约: New York University Press. 2015: 262  [2021-02-18]. ISBN 978-1-4798-9668-4. （原始内容存档于2020-09-22）.
16. 1 2  Shaul Shay. . 皮斯卡特维: Transaction Publishers. 2007: 89  [2021-02-18]. ISBN 978-1-4128-0931-3. （原始内容存档于2020-07-24）.
17. 1 2  Christopher Deliso. . 圣巴巴拉: Greenwood Publishing. 2007: 41  [2021-02-18]. ISBN 978-0-275-99525-6. （原始内容存档于2020-08-10）.
18. 1 2  Mišo Bojović.  [Imported Terror]. NIN. 1998-07-23  [2015-11-01]. （原始内容存档于2020-01-29） （塞尔维亚语）.
19. 1 2 3 4  Phillips, David L.; Burns, Nicholas. . Cambridge, Massachusetts: MIT Press. 2012: 70  [2021-02-18]. ISBN 978-0-26230-512-9. （原始内容存档于2020-07-24）.
20. 1 2 3  Judah, Tim. . 纽黑文: Yale University Press. 2002: 169  [2021-02-18]. ISBN 978-0-300-09725-2. （原始内容存档于2019-11-08）.
21. 1 2 3  . The New York Times. 1998-07-19  [2015-11-01]. （原始内容存档于2020-07-19）.
22. 1 2 3 4 5 6  . BBC. 1998-07-19  [2015-11-01]. （原始内容存档于2020-07-17）.
23. ↑  . BBC. 1998-07-20  [2015-11-01]. （原始内容存档于2020-07-19）.
24. 1 2 3  . Belgrade: Federal Ministry of Foreign Affairs. 1998: 104. ASIN B009L74PN6.
25. ↑  UNHCR. . 1998-07-21  [2018-01-19]. （原始内容存档于2020-07-19）.
26. 1 2 3  Abrahams, p. 263
27. 1 2  . Agence France-Presse. 1999-07-19.
28. ↑  Douglas Hamilton. . Reuters. 1998-07-19.
29. ↑  . BBC. 1998-07-20  [2015-11-01]. （原始内容存档于2020-07-18）.
30. ↑  . Lawrence Journal-World. 1998-07-19  [2015-08-16]. （原始内容存档于2020-07-18）.
31. ↑  . The Irish Times. 1998-07-20  [2015-11-01]. （原始内容存档于2018-01-20）.
32. ↑  . Chicago Tribune. 1998-07-21  [2015-12-25]. （原始内容存档于2015-12-26）.
33. ↑  . Reuters. 1998-07-20.
34. ↑  Dina Kyriakidou. . Reuters. 1998-07-20.
35. ↑  . The Tennessean. 1998-07-21: 2  [2016-03-19]. （原始内容存档于2016-03-30） –Newspapers.com.